# برتراند گالو
برتراند گالو (انگلیسی: Bertrand Gallou؛ زادهٔ ۹ مهٔ ۱۹۷۴) بازیکن فوتبال اهل فرانسه است.